# Fara v Dašicích
Fara v Dašicích je jednopatrová barokní budova nalézající se v Havlíčkově ulici asi 80 m od kostela Narození Panny Marie v Dašicích v okrese Pardubice. Areál fary je od 9. ledna 2002 chráněn jako kulturní památka. Národní památkový ústav celý areál fary uvádí v katalogu památek pod rejstříkovým číslem ÚSKP 49087/6-6059.

## Historie
Fara byla postavená mezi léty 1748-1757 ze jmění kostela a příspěvků osadníků.

## Popis
Památkově chráněný areál fary v Dašicích tvoří jednopatrová soliterní budova pozdně barokní fary s pětiosým průčelím se středním trojosým rizalitem. Střecha je valbová, krytá taškami. Areál fary dotváří připojený úsek ohradní zdi při ulici s vloženou pozdně barokní kulisovou branou s půlkruhovým vjezdem opatřeným kamenným ostěním a připojenou brankou. 
Přízemí je kompletně zaklenuté převážně plackovou klenbou. Patro navazuje na přízemí, je řešeno jako dvoutrakt bez středové chodby. Stropy jsou zde plochostropé, trámové, v hale je trámový strop podhledový. Významný je výjimečně zachovalý interiér s historickými truhlářskými výrobky dveří včetně jejich kování a výmalbou z 19. století. V 1. patře se ve střední místnosti jižního traktu dochovala historická kachlová kamna. 
Fara byla mezi lety 2008–2011 kompletně rekonstruována na bydlení.

## Galerie

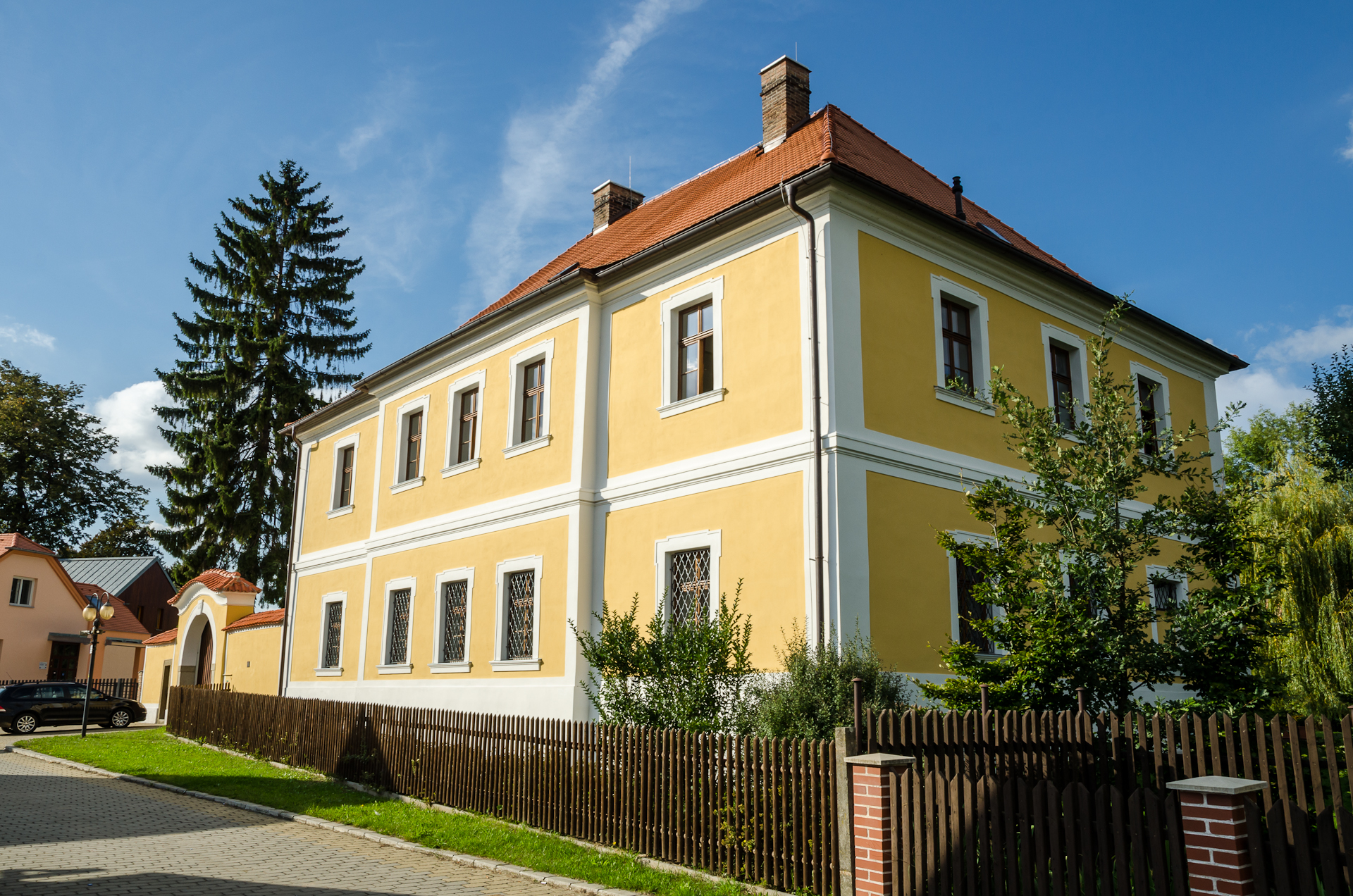
pohled na faru v Dašicích